# Erythrolamprus atraventer
Espèce
Synonymes
- Liophis atraventer Dixon & Thomas, 1985

Statut de conservation UICN

 LC  : Préoccupation mineure
Erythrolamprus atraventer  est une espèce de serpents de la famille des Dipsadidae.

## Répartition
Cette espèce est endémique du Brésil. Elle se rencontre dans les États de São Paulo et de Rio de Janeiro.

## Publication originale
- Dixon & Thomas, 1985 : A new species of South American water snake (genus Liophis) from southeastern Brazil. Herpetologica, vol. 41, no 3, p. 259-262.